# 654 a.C.

## Eventos
- Ena é fundada na Sicília.
- Data tradicional da fundação de Abdera, na Trácia, por colonizadores de Clazômenas.
- Data tradicional da fundação de Acanto por Andros.
- Data tradicional para a fundação de Lâmpsaco por Foceia.